# جيمس أورموند
جيمس أورموند (بالإنجليزية: James Ormond)‏ هو متزحلق جبال الألب بريطاني، ولد في 18 يونيو 1973.

## وصلات خارجية
- جيمس أورموند على موقع أوليمبيديا (الإنجليزية)